# Víctor (nom masculí)
|  | Per a altres significats, vegeu «Víctor». |

Víctor és un nom propi masculí d'origen llatí que significa vencedor o el victoriós.

## Variants

### Variants en altres llengües
- anglès, alemany, francès, llatí, romanès: Victor (sense accent)
- català, castellà: Víctor
- txec, hongarès, llengües nòrdiques: Viktor
- esperanto: Viktoro
- basc: Bittor.
- gallec, asturià: Vítor
- grec: Βίκτωρ (Víktor).
- italià: Vittorio
- portuguès: Vitor
- belarús : Віктар (es pronuncia Viktar)
- polonès : Wiktor
- rus : Виктор (es pronuncia Viktor)
- ucraïnès : Віктор (es pronuncia Viktor)
- guaraní: vito: es pronuncia (vitó) carregant la síl·laba tònica en l'última síl·laba.

La seva festivitat se celebra el 8 de maig, Sant Víctor.

## Personatges cèlebres
- Diversos papes i antipapes:
  - Víctor I, papa, canonitzat com a Sant Víctor.
  - Víctor II, papa.
  - Víctor III, papa.
  - Víctor IV (antipapa).

- Diversos reis de la casa de Savoia:
  - Víctor Amadeu I de Savoia.
  - Víctor Amadeu II de Savoia.
  - Víctor Amadeu III de Sardenya.
  - Víctor Manuel I de Sardenya.
  - Víctor Manuel II, primer rei d'Itàlia.
  - Víctor Manuel III, Rei d'Itàlia.
  - Víctor Manuel de Savoia, net de l'anterior.

- Diversos Presidents o Caps de Govern:
  - Viktor Orbán, Cap de Govern d'Hongria.
  - Viktor Ianukòvitx, Cap de Govern d'Ucraïna.
  - Víktor Iúsxenko, president d'Ucraïna.
  - Victor Ponta, primer ministre de Romania.

- Altres:
  - Víktor Abakúmov, membre de la contrainteligencia russa.
  - Olegario Víctor Andrade, poeta, periodista i polític argentí.
  - Victor Arwas, galerista i historiador de l'art.
  - Victor Leandro Bagy, futbolista i seleccionat brasiler.
  - Víctor Bravo, militar insurgent mexicà.
  - Víctor Casadesús, futbolista mallorquí.
  - Victor Cherbuliez, escriptor majoritàriament en francès.
  - Victor D'Hondt, jurista i matemàtic belga.
  - Víctor Erice, director de cinema espanyol.
  - Víctor Estévez Polo, cantant espanyol.
  - Víctor Fernández Braulio, entrenador de futbol professional.
  - Víctor Fernández Freixanes, escriptor en llengua gallega.
  - Víctor Manuel Fernández Gutiérrez, futbolista professional.
  - Viktor Frankl, psiquiatre austríac, fundador de la Logoterapia.
  - Víctor de la Fuente, dibuixant de còmics espanyol.
  - Víctor García de la Concha, filòleg i escriptor espanyol.
  - Victor Grignard, químic francès, premi Nobel de Química en 1912.
  - Victor Franz Hess, físic austríac, premi Nobel de Física en 1936.
  - Víktor Hartmann, arquitecte, escultor i pintor.
  - Víctor Heredia, cantautor argentí.
  - Victor Horta, arquitecte belga.
  - Victor Hugo, escriptor francès.
  - Víctor Jara, cantautor xilè.
  - Victor Klemperer, escriptor alemany.
  - Víktor Kortxnoi, escaquista soviètic.
  - Víctor Manuel, cantant espanyol.
  - Víctor Manuelle, cantant porto-riqueny.
  - Víctor Martínez, advocat i polític argentí.
  - Víctor Martínez, beisbolista veneçolà;
  - Víctor Martínez, fisicoculturista dominicà.
  - Víctor Mirecki Larramat, violoncel·lista i professor de música espanyol.
  - Víctor Mora i Pujadas, guionista de còmics i novel·lista català.
  - Víctor Muñoz Manrique, ex-futbolista i entrenador espanyol.
  - Victor Riquetti, marquès de Mirabeau, economista francès.
  - Víctor Salas Baños, futbolista espanyol.
  - Víctor Sánchez del Amo, ex-futbolista espanyol.
  - Victor Schœlcher, polític francès.
  - Victor Serge, revolucionari anarquista.
  - Víctor Sueiro, periodista, escriptor i presentador de televisió argentí.
  - Viktor Tsoi, cantant soviètic
  - Víctor Valdés, futbolista espanyol.
  - Víctor Álvarez, pilot espanyol de Rallyes.
  - Sext Aureli Víctor, historiador i polític de l'Imperi romà.
  - Claude Victor Perrin, sobrenomenat 'Victor', mariscal de França amb Napoleó.
- Personatges ficticis:
  - Victor Von Doom, més conegut com a Doctor Doom, supervilà de Marvel Comics.
  - Víctor Frankenstein, personatge literari creador del monstre de Frankenstein
  - Dr. Victor Fries, més conegut com a Senyor Fred (Mr. Freeze), supervillano de DC Comics.
  - Victor Stone, més conegut com a Cyborg,és un dels superherois de DC Comics.
  - Arno Victor Dorian, és l'assassí protagonista del joc de Assassin's Creieu: Unity